# Xysticus pseudorectilineus
Xysticus pseudorectilineus là một loài nhện trong họ Thomisidae.
Loài này thuộc chi Xysticus. Xysticus pseudorectilineus được Jörg Wunderlich miêu tả năm 1995.